# 十勝岳望岳台
43°26′54.9″N 142°38′57.1″E / 43.448583°N 142.649194°E

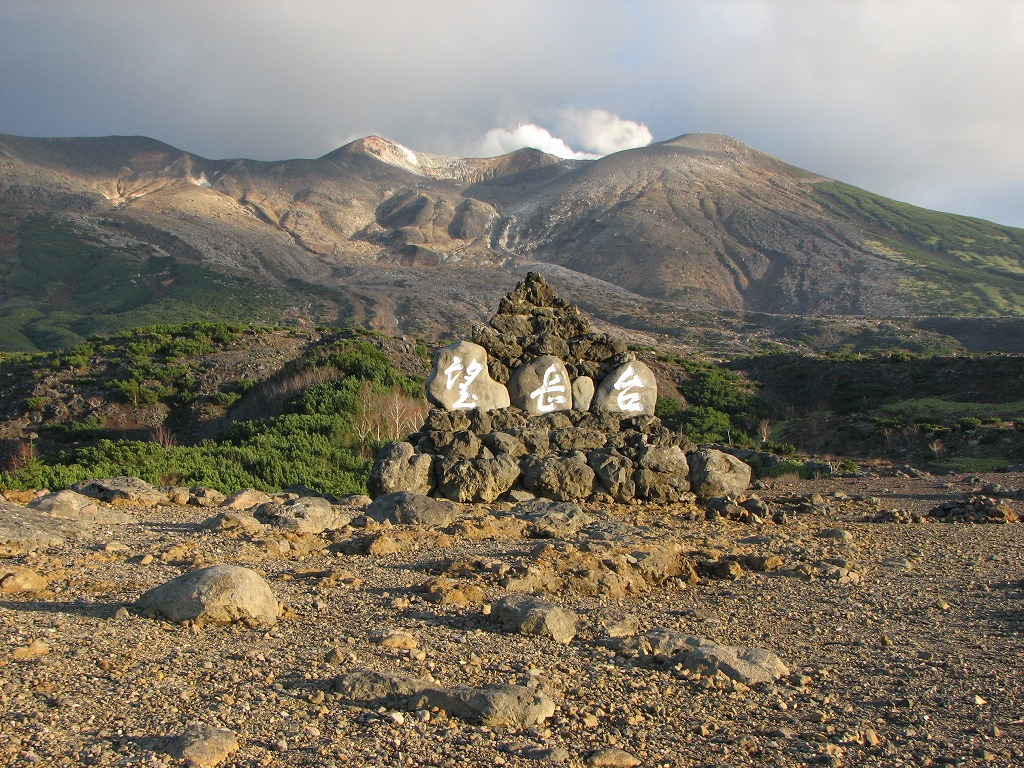
從岳望台見到的十勝岳

十勝岳望岳台是日本北海道上川郡美瑛町和上富良野町邊界處的一個可以遠眺十勝岳的觀景台，位於白金溫泉沿著北海道道966号十胜岳温泉美瑛线往南約5公里處，海拔930公尺，同時也是攀登十勝岳的登山口之一，因此也設有登山小屋。
可以往東南近看十勝岳，也可以往西北眺望美瑛、富良野地區，週邊還有長約1公里的步道可觀察高山植物。